# 取水楼站
取水楼站位于中华人民共和国湖北省武汉市江汉区，是武汉地铁7号线的地铁车站，建设时期曾名为新华路站。

## 车站结构
车站位于新华路与台北路之间，沿建设大道布置。由于车站月台东侧设有双存车线，加之7号线按照8A编组设计，导致车站规模较大，车站全长达615.5米。

### 楼层分布
| 地面     | 地面               | 出入口                             |  |  |
| 地下一层 | 站厅               | 售票机、客服中心、武漢通充值       |  |  |
| 地下二层 |                    | █ 7号线 往黄陂广场（王家墩东）     |  |  |
|          | 岛式站台，左侧开门 |                                    |  |  |
|          |                    | █ 7号线 往青龙山地铁小镇（香港路） |  |  |

### 車站出口
|                                                 |      | | |
| 出口編號                                        | 設施 | 照片 | 建議前往的目的地 |
| A₁                                              |      | | 建設大道 新華路、噴泉公園、中國民生銀行大廈、怡美廣場、環亞大廈、登月大廈、浙商銀行大廈、IFC漢江國際金融中心                      |
| A₂                                              |      | 建設大道 新華路、取水樓小學、武漢市第十二初級中學、新世界國貿大廈、新世界百貨、中國農業銀行、中國郵政儲蓄銀行、紐賓凱N+國際酒店、武漢新華諾富特大飯店 | |
| B                                               |      | | 建設大道 噴泉公園、武銀大廈 |
| C₁                                              |      | | 建設大道 武漢廣發銀行大廈、銀泉大廈、建設社區                                                                                     |
| C₂                                              |      | 建設大道 新華路、亢龍太子花園酒店 | |
| D₁                                              |      | | 新華路 建設大道、黄孝北路、武漢市環境保護局、亢龍太子花園酒店、中國銀行、中國工商銀行、宏元商務大廈、新華大廈、新華小區、正街社區 |
| D₂                                              |      | 新華路 黃孝西路、西北湖廣場、漢口文化體育中心、江漢區政府、江漢區住房保障和房屋管理局、建銀大廈、長江證券大廈、武漢錦江國際大酒店                     | |
| E                                               |      | | 建設大道 雲林街、武漢市仲裁委員會、武漢市廣播影視局、中環大廈、雲林街電視台宿舍、建銀小區、雲林社區                               |
| F                                               |      | | 建設大道 雲林街、武漢市人民檢察院、臺北街桃源社區、臺北二村                                                                       |
| G₁                                              |      | | 建設大道 臺北街桃源社區 |
| G₂                                              |      | 建設大道 臺北路、雷王金融中心、中國農業銀行、臺北街桃源社區、臺北小區、臺北街和美社區                                                                 | |
| H                                               |      | | 建設大道 臺北路、房融大廈、鈺龍金融廣場、投資大廈、中國人民銀行武漢分行、中信銀行大廈、武漢萬科翡翠國際                           |
| J₁                                              |      | | 建設大道 臺北路、武漢雜技廳、武漢京劇院、武漢市天然氣有限公司、小藍鯨大酒店                                                       |
| J₂                                              |      | 建設大道 武漢雜技廳 | |
| K                                               |      | | 建設大道 武漢廣發銀行大廈、雜技廳小區、華銀城小區                                                                                 |
| 注： 設有升降機 \| 設有輪椅升降台 \| 設有洗手間 |      | | |

## 鄰近地點
取水楼站周围是武汉高楼和高档酒楼最集中的地区之一，有亢龙太子花园酒店、湖北三五醇酒店(新华下路店)、湖锦酒楼(国宴店)、武汉锦江国际大酒店、纽宾凯国际酒店、武汉万象城、武银大厦、建银大厦、武汉新世界国贸大厦、汉口文化体育中心、喷泉公园、武汉民生银行大厦、卓尔钰龙国际中心、武汉市江汉区人民政府、武汉市江汉区物价局、武汉市环境卫生科学研究院、西北湖广场、武汉市广播影视局等。

## 事故
2014年11月16日上午，地铁7号线新华路站在建工地内发生燃气管道爆炸事故，其原因是管线迁改作业时不慎损坏天然气管道，造成天然气泄漏。所幸事故没有造成人员伤亡。

## 未来发展
规划中的轨道交通13号线也将经过此站，车站沿新华路布置，可与7号线换乘。

### 内部链接
- 武汉地铁车站列表